# Carinisphena producta
Carinisphena producta är en insektsart som beskrevs av Kevan, D.K.M. 1966. Carinisphena producta ingår i släktet Carinisphena och familjen Pyrgomorphidae. Inga underarter finns listade i Catalogue of Life.